# Tour Méditerranéen 2009
Il Tour Méditerranéen 2009, trentaseiesima edizione della corsa valevole come prova del circuito UCI Europe Tour 2009 categoria 2.1, si svolse in 6 tappe dall'11 al 15 febbraio 2009 per un percorso totale di 678,4 km, con partenza da Béziers e arrivo a Tolone sul Monte Faron. Fu vinto dallo spagnolo Luis León Sánchez, dell'Caisse d'Epargne, che si impose in 16 ore 09 minuti e 19 secondi, alla media di 41,99 km/h.
Al traguardo sul Monte Faron, 106 ciclisti portarono a termine il tour.

## Tappe
| Tappa  | Data        | Percorso                              | km    | Vincitore di tappa | Leader cl. generale |
| ------ | ----------- | ------------------------------------- | ----- | ------------------ | ------------------- |
| 1ª     | 11 febbraio | Béziers > Narbonne                    | 82    | Jaŭhen Hutarovič   | Jaŭhen Hutarovič    |
| 2ª     | 11 febbraio | Narbonne > Gruissan (Cron. a squadre) | 23,8  | Caisse d'Epargne   | Luis León Sánchez   |
| 3ª     | 12 febbraio | Maubec > Istres                       | 73,8  | Kevyn Ista         | Luis León Sánchez   |
| 4ª     | 13 febbraio | Gréasque > Bouc-Bel-Air               | 155   | Robert Hunter      | Luis León Sánchez   |
| 5ª     | 14 febbraio | Brignoles > Marsiglia                 | 167   | Jaŭhen Hutarovič   | Luis León Sánchez   |
| 6ª     | 15 febbraio | Nizza > Tolone-Monte Faron            | 176,8 | David Moncoutié    | Luis León Sánchez   |
| Totale | Totale      | Totale                                | 678,4 |                    |                     |

## Squadre e corridori partecipanti
| N.    | Cod. | Squadra                         |
| ----- | ---- | ------------------------------- |
| 1-8   | GCE  | Caisse d'Epargne                |
| 11-18 | A2R  | AG2R La Mondiale                |
| 21-28 | BBO  | Bbox Bouygues Telecom           |
| 31-38 | COF  | Cofidis                         |
| 41-48 | BAR  | Team Barloworld                 |
| 51-58 | FDJ  | Française des Jeux              |
| 61-68 | FLM  | Ceramica Flaminia-Bossini Docce |
| 71-78 | GRM  | Garmin-Slipstream               |

| N.      | Cod. | Squadra                      |
| ------- | ---- | ---------------------------- |
| 81-88   | ASA  | Acqua & Sapone               |
| 91-98   | AGR  | Agritubel                    |
| 100-108 | BSC  | Bretagne-Schuller            |
| 111-118 | SKS  | Skil-Shimano                 |
| 121-128 | CZP  | Centri della Calzatura       |
| 131-138 | RLM  | Roubaix-Lille Métropole      |
| 141-148 | VAC  | Vacansoleil Pro Cycling Team |
| 151-158 | BCS  | Besson Chaussures-Sojasun    |

## Dettagli delle tappe

### 1ª tappa
- 11 febbraio: Béziers > Narbonne – 82 km

Risultati
| Pos. | Corridore        | Squadra         | Tempo    |
| ---- | ---------------- | --------------- | -------- |
| 1    | Jaŭhen Hutarovič | Franç. des Jeux | 2h08'57" |
| 2    | Jimmy Casper     | Besson          | s.t.     |
| 3    | Robert Hunter    | Barloworld      | s.t.     |

| Pos. | Corridore        | Squadra         | Tempo    |
| ---- | ---------------- | --------------- | -------- |
| 1    | Jaŭhen Hutarovič | Franç. des Jeux | 2h08'47" |
| 2    | Jimmy Casper     | Besson          | a 4"     |
| 3    | Robert Hunter    | Barloworld      | a 6"     |

### 2ª tappa
- 11 febbraio: Narbonne > Gruissan – Cronometro a squadre – 23,8 km

Risultati
| Pos. | Squadra                | Tempo  |
| ---- | ---------------------- | ------ |
| 1    | Caisse d'Epargne       | 28'47" |
| 2    | Team Garmin-Slipstream | a 2"   |
| 3    | Team Barloworld        | a 4"   |

| Pos. | Corridore           | Squadra        | Tempo    |
| ---- | ------------------- | -------------- | -------- |
| 1    | Luis León Sánchez   | Caisse d'Epar. | 2h37'43" |
| 2    | Daniel Moreno       | Caisse d'Epar. | s.t.     |
| 3    | José Iván Gutiérrez | Caisse d'Epar. | s.t.     |

### 3ª tappa
- 12 febbraio: Maubec > Istres – 73,8 km

Risultati
| Pos. | Corridore           | Squadra        | Tempo    |
| ---- | ------------------- | -------------- | -------- |
| 1    | Kevyn Ista          | FDJ            | 1h33'16" |
| 2    | Jimmy Engoulvent    | BigMat         | s.t.     |
| 3    | José Iván Gutiérrez | Caisse d'Epar. | s.t.     |

| Pos. | Corridore           | Squadra        | Tempo    |
| ---- | ------------------- | -------------- | -------- |
| 1    | José Iván Gutiérrez | Caisse d'Epar. | 4h10'55" |
| 2    | Luis León Sánchez   | Caisse d'Epar. | a 4"     |
| 3    | Daniel Moreno       | Caisse d'Epar. | s.t.     |

### 4ª tappa
- 13 febbraio: Gréasque > Bouc-Bel-Air – 155 km

Risultati
| Pos. | Corridore         | Squadra         | Tempo    |
| ---- | ----------------- | --------------- | -------- |
| 1    | Robert Hunter     | Barloworld      | 3h21'15" |
| 2    | Luis León Sánchez | Caisse d'Epar.  | s.t.     |
| 3    | Jussi Veikkanen   | Franç. des Jeux | s.t.     |

| Pos. | Corridore         | Squadra         | Tempo    |
| ---- | ----------------- | --------------- | -------- |
| 1    | Luis León Sánchez | Caisse d'Epar.  | 7h32'08" |
| 2    | Imanol Erviti     | Caisse d'Epar.  | a 13"    |
| 3    | Jussi Veikkanen   | Franç. des Jeux | a 36"    |

### 5ª tappa
- 14 febbraio: Brignoles > Marsiglia – 167 km

Risultati
| Pos. | Corridore        | Squadra         | Tempo    |
| ---- | ---------------- | --------------- | -------- |
| 1    | Jaŭhen Hutarovič | Franç. des Jeux | 4h00'15" |
| 2    | Robert Hunter    | Barloworld      | s.t.     |
| 3    | Giuseppe Palumbo | Acqua & Sap.    | s.t.     |

| Pos. | Corridore         | Squadra         | Tempo     |
| ---- | ----------------- | --------------- | --------- |
| 1    | Luis León Sánchez | Caisse d'Epar.  | 11h32'23" |
| 2    | Imanol Erviti     | Caisse d'Epar.  | a 13"     |
| 3    | Jussi Veikkanen   | Franç. des Jeux | a 36"     |

### 6ª tappa
- 15 febbraio: Nizza > Tolone-Monte Faron – 176,8 km

Risultati
| Pos. | Corridore       | Squadra    | Tempo    |
| ---- | --------------- | ---------- | -------- |
| 1    | David Moncoutié | Cofidis    | 4h36'00" |
| 2    | Mauricio Soler  | Barloworld | a 7"     |
| 3    | Chris Froome    | Barloworld | a 13"    |

| Pos. | Corridore         | Squadra         | Tempo     |
| ---- | ----------------- | --------------- | --------- |
| 1    | Luis León Sánchez | Caisse d'Epar.  | 16h09'19" |
| 2    | Jussi Veikkanen   | Franç. des Jeux | a 24"     |
| 3    | Daniel Martin     | Garmin          | a 52"     |

## Evoluzione delle classifiche
| Tappa              | Vincitore          | Classifica generale | Classifica scalatori | Classifica a punti  | Classifica giovani | Classifica scalatori            |
| ------------------ | ------------------ | ------------------- | -------------------- | ------------------- | ------------------ | ------------------------------- |
| 1ª                 | Jaŭhen Hutarovič   | Jaŭhen Hutarovič    | Stéphane Poulhies    | Jaŭhen Hutarovič    | Diego Milán        | Caisse d'Epargne                |
| 2ª                 | Caisse d'Epargne   | Luis León Sánchez   | Stéphane Poulhies    | José Iván Gutiérrez | Mathieu Perget     | Caisse d'Epargne                |
| 3ª                 | Kevyn Ista         | José Iván Gutiérrez | Stéphane Poulhies    | José Iván Gutiérrez | Mathieu Perget     | Caisse d'Epargne                |
| 4ª                 | Robert Hunter      | Luis León Sánchez   | Vladimir Efimkin     | Robert Hunter       | Daniel Martin      | Caisse d'Epargne                |
| 5ª                 | Jaŭhen Hutarovič   | Luis León Sánchez   | Rémi Pauriol         | Jaŭhen Hutarovič    | Daniel Martin      | Caisse d'Epargne                |
| 6ª                 | David Moncoutié    | Luis León Sánchez   | Mickaël Buffaz       | Jaŭhen Hutarovič    | Daniel Martin      | Ceramica Flaminia-Bossini Docce |
| Classifiche finali | Classifiche finali | Luis León Sánchez   | Mickaël Buffaz       | Jaŭhen Hutarovič    | Daniel Martin      | Ceramica Flaminia-Bossini Docce |

## Classifiche finali

### Classifica generale
| Pos. | Corridore          | Squadra         | Tempo     |
| ---- | ------------------ | --------------- | --------- |
| 1    | Luis León Sánchez  | Caisse d'Epar.  | 16h09'19" |
| 2    | Jussi Veikkanen    | Franç. des Jeux | a 24"     |
| 3    | Daniel Martin      | Garmin          | a 52"     |
| 4    | Damien Monier      | Cofidis         | a 1'23"   |
| 5    | Danny Pate         | Garmin          | a 1'27"   |
| 6    | Félix Cárdenas     | Barloworld      | a 2'08"   |
| 7    | Vladimir Efimkin   | AG2R La Mond.   | a 2'12"   |
| 8    | Yannick Talabardon | Besson          | a 2'41"   |
| 9    | Rémi Pauriol       | Cofidis         | a 2'50"   |
| 10   | Piet Rooijakkers   | Skil-Shimano    | a 3'16"   |

### Classifica a punti
| Pos. | Corridore           | Squadra        | Punti |
| ---- | ------------------- | -------------- | ----- |
| 1    | Jaŭhen Hutarovič    | F. des Jeux    | 64    |
| 2    | Robert Hunter       | Barloworld     | 64    |
| 3    | José Iván Gutiérrez | Caisse d'Epar. | 41    |

### Classifica scalatori
| Pos. | Corridore        | Squadra         | Punti |
| ---- | ---------------- | --------------- | ----- |
| 1    | Mickaël Buffaz   | Cofidis         | 22    |
| 2    | Mickaël Chérel   | Franç. des Jeux | 22    |
| 3    | Rémi Pauriol     | Cofidis         | 20    |
| 4    | Vladimir Efimkin | AG2R La Mond.   | 17    |
| 5    | David Moncoutié  | Cofidis         | 10    |

### Classifica giovani
| Pos. | Corridore        | Squadra         | Tempo     |
| ---- | ---------------- | --------------- | --------- |
| 1    | Daniel Martin    | Garmin          | 16h10'11" |
| 2    | Piet Rooijakkers | Skil-Shimano    | a 2'24"   |
| 3    | Chris Froome     | Barloworld      | a 2'52"   |
| 4    | Jérôme Coppel    | Franç. des Jeux | a 4'08"   |
| 5    | Cyril Gautier    | Bouygues Tel.   | a 4'18"   |

### Classifica a squadre
| Pos. | Squadra                         | Tempo      |
| ---- | ------------------------------- | ---------- |
| 1    | Ceramica Flaminia-Bossini Docce | 44h22'33"  |
| 2    | Centri della Calzatura          | a 25'28"   |
| 3    | Team Barloworld                 | a 4h09'58" |
| 4    | Garmin-Slipstream               | a 4h12'24" |
| 5    | Cofidis                         | a 4h14'28" |